# Babka amurska
Babka amurska (Rhinogobius similis) – gatunek ryby z rodziny babkowatych.

## Występowanie
Japonia, Korea, dorzecza rzek Jalu, Tuman-gang i Amuru.

## Cechy morfologiczne
Osiąga 10 cm długości.